# Homocodon
Homocodon ist eine Pflanzengattung der Familie der Glockenblumengewächse (Campanulaceae). Sie umfasst zwei Arten, die in Süd-China verbreitet sind.

## Merkmale
Die Homocodon-Arten sind einjährige krautige Pflanzen. Die wechselständigen, gestielten Laubblätter sind einfach und die Ränder sind gekerbt. Die Blüten sitzen an gedrängten, beblätterten Seitenzweigen. Die zwittrigen Blüten sind fünfzählig. Die Kelchblätter sind stachelig-gezähnt. Der Fruchtknoten ist dreifächrig und der Griffel besitzt drei Narben. Der Pollen besitzt drei bis vier Poren („porat“). Die Kapselfrucht öffnet sich durch Poren oder unregelmäßige Schlitze.

## Taxonomie und Systematik
Die Gattung Homocodon wurde 1980 von De Yuan Hong in Acta Phytotaxonomica Sinica. (Chih su fen lei hsüeh pao.) Band 18 Teil 4 Seite 473 erstbeschrieben.

### Arten
- Homocodon brevipes (Hemsl.) D.Y.Hong: Sie kommt von Bhutan bis ins südlich-zentrale China vor.[1]
- Homocodon pedicellatus D.Y.Hong et L.M.Ma: Sie kommt in Sichuan vor.[1]